# Beratungshilfe
Die Beratungshilfe  (auch Rechtsberatungshilfe) ist in Deutschland eine Sozialleistung für den Rechtsuchenden, der die Kosten für die Beratung oder Vertretung durch einen Rechtsanwalt nicht aufbringen kann und dem keine andere zumutbare Möglichkeit zur Verfügung steht. Maßgeblich ist das Beratungshilfegesetz (BerHG). Beratungshilfe wird gewährt für die Wahrnehmung von Rechten außerhalb eines gerichtlichen Verfahrens sowie für obligatorische Güteverfahren gemäß § 15a EGZPO.

## Geschichte
Bis zur Einführung der Beratungshilfe war die Beratung in außergerichtlichen Angelegenheiten nicht bundeseinheitlich geregelt, verschiedene landesrechtliche Regelungen bestanden parallel zueinander. Die Bundesregierung wollte dies ändern, dabei aber nicht bereits existierende Angebote zur außergerichtlichen Rechtsberatung ersetzen. Dazu führten einige Bundesländer im Rahmen des Gesetzgebungsverfahrens Modellversuche durch, die zeigten, dass die größten Lücken im außergerichtlichen Rechtsschutz in der Zivil- und in der Verwaltungsgerichtsbarkeit bestehen. In den anderen Rechtsgebieten sah der Gesetzgeber die Rechtsberatung bereits ausreichend durch anderweitige Angebote gedeckt: im Arbeitsrecht durch die Rechtsberatung der Gewerkschaften, im Sozialrecht durch die Sozialverbände wie den Sozialverband Deutschland SoVD, den VdK und im Steuerrecht durch die Lohnsteuerhilfevereine. Einige Bundesländer erweiterten die Beratungshilfe aufgrund landesrechtlicher Regelungen auf das Arbeits- und Sozialrecht, so etwa aufgrund einer Regelung im Einigungsvertrag sämtliche Länder der ehemaligen DDR.
Aufgrund einer Klage eines Rechtssuchenden, der in einem Bundesland lebte, in dem dies nicht der Fall war, entschied das Bundesverfassungsgericht, dass der Ausschluss von Angelegenheiten des Arbeitsrechts gegen den Gleichheitssatz des Art. 3 Abs. 1 GG verstößt. Gerade weil die Beratungshilfe Unbemittelten außergerichtlichen Rechtsschutz ermöglichen will, dürfen diese nicht auf die Mitgliedschaft in einer Gewerkschaft, die regelmäßig mit Kosten verbunden ist, verwiesen werden. Der Gesetzgeber erweiterte daraufhin mit Gesetz vom 14. September 1994 die Beratungshilfe auf das Arbeitsrecht und zudem noch auf das Sozialrecht, weil es schwer vermittelbar war, dass für Angelegenheiten der Sozialhilfe, für die damals die Verwaltungsgerichtsbarkeit zuständig war, Beratungshilfe gewährt werden konnte, nicht jedoch etwa für Rentenangelegenheiten. Ausgeschlossen blieb somit einzig und allein das Steuerrecht.
Eine Rechtsschutzsuchende, die Rechtsschutz im Kindergeldrecht begehrte, klagte gegen diesen Ausschluss des Steuerrechts von der Beratungshilfe. Das Bundesverfassungsgericht entschied, dass auch diese Regelung gegen den Gleichheitssatz verstößt, da die alleinige Ausklammerung des Steuerrechts sachlich nicht gerechtfertigt ist. Der Gesetzgeber reagierte darauf und strich die abschließende Aufzählung der Rechtsgebiete, für die Beratungshilfe gewährt werden könne, ersatzlos.

## Voraussetzungen
Voraussetzung für die Gewährung von Beratungshilfe ist, dass der Rechtsuchende die erforderlichen Mittel nach seinen persönlichen und wirtschaftlichen Verhältnissen nicht aufbringen kann (§ 1 Abs. 1 Nr. 1 BerHG). Diese Voraussetzung ist gegeben, wenn die Voraussetzungen für die ratenfreie Bewilligung von Prozesskostenhilfe vorliegen (§ 1 Abs. 2 BerHG).
Weitere Voraussetzung ist, dass dem Rechtsuchenden nicht andere Möglichkeiten für eine Hilfe zur Verfügung stehen, deren Inanspruchnahme dem Rechtsuchenden zuzumuten ist (§ 1 Abs. 1 Nr. 2 BerHG). Das Beratungshilfegesetz wollte Lücken im außergerichtlichen Rechtsschutz schließen, nicht aber vorhandene Hilfsmöglichkeiten verdrängen. Derartige Hilfsmöglichkeiten können beispielsweise die bereits bestehende Rechtsschutzversicherung, Verbraucherzentralen, Schuldnerberatungsstellen, Beratung durch Behörden im Rahmen ihrer Zuständigkeit, insbesondere Beratung durch das Jugendamt gemäß § 18 Abs. 1 Nr. 1 SGB VIII bei der Durchsetzung von Kindesunterhalt, unentgeltliche Beratungsangebote der Anwaltschaft bzw. der Anwaltsvereine oder durch karitative Organisationen sein. Daneben leisten die für die Antragstellung zuständigen Beratungshilfestellen der Amtsgerichte in einfach gelagerten Fällen selbst Beratung. Einem Rechtsuchenden ist es aber nicht zuzumuten, die Rechtsberatung eben jener Behörde in Anspruch zu nehmen, gegen deren Bescheid er Widerspruch eingelegt hat und die auch selbst über den Widerspruch zu entscheiden hat.
Schließlich darf die Wahrnehmung der Rechte nicht mutwillig sein (§ 1 Abs. 1 Nr. 3 BerHG).

## Gewährung von Beratungshilfe
Die Beratung wird durch Rechtsanwälte oder Rechtsbeistände gewährt (§ 3 Abs. 1 BerHG). Die Beratungshilfe kann auch durch das Amtsgericht gewährt werden, wenn dem Anliegen des Rechtssuchenden durch eine sofortige Auskunft, einen Hinweis auf andere Möglichkeiten für eine Hilfe oder die Aufnahme eines Antrages oder einer Erklärung entsprochen werden kann (§ 3 Abs. 2 BerHG). Auch Steuerberater können Beratungshilfe (einschl. Vertretung) in allen steuerrechtlichen und abgaberechtlichen Angelegenheiten gewähren (§ 3 Abs. 1 Satz 2 BerHG). Die Beratungshilfe besteht in Beratung und, soweit erforderlich, in Vertretung (§ 2 Abs. 1 BerHG). Der Rechtsanwalt ist trotz zum Teil erheblich verringerter Vergütungsansprüche nach § 49a BRAO verpflichtet, Beratungshilfe zu erbringen. Im Einzelfall oder aus wichtigem Grund kann er sie aber ablehnen oder beenden (§ 49a Abs. 1 Satz 2 BRAO, § 16a Abs. 3 BORA). Die Gründe (z. B. berufliche Überlastung) sind nicht abschließend in § 16a Abs. 3 der Berufsordnung für Rechtsanwälte (BORA) genannt.
Beratungshilfe wird grundsätzlich für sämtliche Rechtsangelegenheiten gewährt, jedoch für Angelegenheiten des Strafrechts und des Ordnungswidrigkeitenrechts ausschließlich in Form der Beratung (§ 2 Abs. 2 Satz 3 BerHG).
In den Bundesländern Bremen und Hamburg gibt es keine Beratungshilfe, sondern eine öffentliche Rechtsberatung. Dafür eingerichtete Institutionen (Rechtsauskunfts- und Vergleichsstellen) erteilen rechtliche Beratung. Der Gang zu einem Anwalt wird nicht unterstützt. In Berlin hat der Rechtssuchende ein Wahlrecht zwischen einer öffentlichen Beratung und einer anwaltlichen Beratungshilfe. (§ 12 BerHG)

## Verfahren

### Antragstellung
Die Beratungshilfe ist beim Amtsgericht am Wohnsitz des Rechtsuchenden zu beantragen. Der Antrag ist durch den Rechtssuchenden selbst zu stellen. Der Rechtsanwalt ist verpflichtet, bei begründetem Anlass auf die Möglichkeiten von Beratungs- und Prozesskostenhilfe hinzuweisen (§ 16 Abs. 1 BORA). Zur Einreichung des Antrags ist der Anwalt nicht verpflichtet, macht er es dennoch, besteht das Risiko, dass er bei einer Ablehnung der Beratungshilfe sein eigenes außergerichtliches Tätigwerden für die Einreichung des Antrages bei dem Mandanten abrechnet. Bei der Beantragung von Beratungshilfe sind Unterlagen vorzulegen, aus denen sich ein konkretes Rechtsproblem ergibt, sowie laufende Einkommens- und Ausgabennachweise zu erbringen. Der Antragsteller muss die Einzelfallumstände, die Beratungsbedarf begründen, substantiiert darlegen, es reicht nicht aus, die Notwendigkeit rechtlicher Beratung lediglich zu behaupten.
Wendet sich der Rechtssuchende zuerst an eine Beratungsperson und soll sodann nachträglich die Bewilligung von Beratungshilfe beantragt werden, so gilt gem. § 6 Abs. 2 BerHG eine Frist von vier Wochen für die Antragstellung, beginnend mit dem Beginn der Beratungshilfetätigkeit, d. h. in der Regel mit dem ersten Beratungsgespräch.

### Entscheidung
Über den Antrag auf Gewährung von Beratungshilfe entscheidet der Rechtspfleger. Wenn der Rechtspfleger den Antrag auf Gewährung von Beratungshilfe ablehnt, ist hiergegen die Erinnerung gem. § 7 BerHG möglich, über die der Richter am Amtsgericht abschließend entscheidet. Die Erinnerung ist wegen § 24a Abs. 2 RPflG in diesen Fällen unbefristet möglich. Die richterliche Entscheidung ist unanfechtbar. Für die Einkommens- und Vermögensverhältnisse ist jedoch der Zeitpunkt der Bewilligung maßgeblich.

### Nachträgliche Aufhebung der Bewilligung
Das Beratungshilfegericht kann gem. § 6a BerHG die Beratungshilfe wieder aufheben, wenn
- die Voraussetzungen für die Bewilligung zum Zeitpunkt der Bewilligung nicht vorlagen und seit der Bewilligung nicht mehr als ein Jahr vergangen ist oder
- der Beratungshilfeberechtigte auf Grund der Beratung oder Vertretung etwas erlangt hat und auf Grund des Erlangten die persönlichen oder wirtschaftlichen Voraussetzungen für die Bewilligung nicht mehr erfüllt sind. Die Aufhebung aus diesem Grunde erfordert einen Antrag des Beratenden sowie die Erfüllung weiterer Voraussetzungen durch den Beratenden.

## Kosten und Gebühren

### Kosten für den Beratungshilfeberechtigten
Der Rechtsanwalt erhält Gebühren für seine Tätigkeit ausschließlich aus der Staatskasse, daneben kann er aber vom Rechtssuchenden eine zusätzliche Gebühr in Höhe von 15,00 € inkl. Umsatzsteuer (vor dem 1. August 2013 10,00 € inkl. Umsatzsteuer) gemäß Nr. 2500 VV verlangen (§ 44 RVG). Im Ergebnis übernimmt der Rechtsanwalt daher die Differenz zwischen dem gesetzlichen Vergütungsanspruch und der Vergütung für die Beratungshilfe als Sondersozialabgabe.
Vergütungsvereinbarungen zwischen dem Rechtssuchenden und dem Rechtsanwalt waren bis zum 31. Dezember 2013 in dem Umfang, in dem Beratungshilfe bewilligt wurde, nichtig. Mit der Reform des Beratungshilferechts zum 1. Januar 2014 kommt es hingegen nicht mehr zur Nichtigkeit von Vergütungsvereinbarungen, vielmehr hindert § 8 Abs. 2 BerHG nur noch die Geltendmachung von Ansprüchen aus einer sonst wirksamen Vergütungsvereinbarung. Wird die Bewilligung von Beratungshilfe nachträglich wieder aufgehoben, kann der Rechtsanwalt auch Vergütungsansprüche aus einer Vergütungsvereinbarung wieder geltend machen.

### Gebühren des Rechtsanwalts
Der Rechtsanwalt erhält für seine Tätigkeit aus der Staatskasse unabhängig von einem Streitwert, Bedeutung oder Schwierigkeit der Angelegenheit gem. Nr. 2500ff. VV RVG pauschale Vergütungen zwischen 38,50 und 93,50 EUR. Führt die anwaltliche Tätigkeit zu einer außergerichtlichen Einigung- oder Erledigung der Sache, wird eine zusätzliche Gebühr von 165,00 EUR fällig. 
Für die Tätigkeit in Insolvenzverfahren erfolgt eine nach der Anzahl der Gläubiger gestaffelte Gebühr bis zu 743,00 EUR (bei mehr als 15 Gläubigern). Zu den Gebühren kommt ein Anspruch auf Erstattung der notwendigen Auslagen inkl. der Mehrwertsteuer, sowie der bereits oben genannte Anspruch gegen den Beratungshilfeberechtigten unmittelbar in Höhe von 15,00 EUR brutto.